# Attacco al volo El Al 253
Il volo El Al 253 è stato un collegamento aereo da Tel Aviv, Israele, a New York, Stati Uniti. Il 26 dicembre 1968 fu vittima di un attentato terroristico compiuto da due membri dell'Organizzazione per la Liberazione della Palestina.

## L'attacco
Due membri dell'OLP attaccarono l'aereo mentre stava per partire da uno scalo ad Atene, in Grecia, il 26 dicembre 1968. Un passeggero, l'israeliano Leon Shirdan, 50 anni, di Haifa, ingegnere navale, venne ucciso a colpi di arma da fuoco, mentre sopravvissero sia sua moglie che sua figlia di 15 anni. Due donne non identificate rimasero ferite, una da un proiettile, l'altra mentre saltava dal jet quando la porta venne aperta. I due terroristi erano Naheb H. Suleiman, 19 anni, nato a Tripoli, in Libia, da genitori palestinesi, e Mahmoud Mohammad Issa Mohammad, 25 anni, nato nel 1943 nella Palestina mandataria. Erano membri del Fronte Popolare per la Liberazione della Palestina. I due si precipitarono fuori dalla sala di transito dell'aeroporto di Atene proprio mentre l'aereo israeliano, parcheggiato a 200 metri di distanza, si stava preparando al decollo. L'aereo era arrivato da Tel Aviv. Mahmoud Mohammed Issa Mohammed sparò contro l'aereo per più di un minuto con un mitra, uccidendo un uomo; mentre l'altro lanciò due bombe a mano, creando il panico a bordo dell'aereo che trasportava 10 membri dell'equipaggio e 41 passeggeri. I due uomini vennero arrestati dalle autorità greche. Mahmoud Mohammed Issa Mohammad venne condannato a 17 anni e 5 mesi di prigione, ma sarà poi liberato meno di 4 mesi dopo, quando un altro gruppo terroristico palestinese aveva dirottato un aereo di linea greco, chiedendo il suo rilascio. Successivamente, egli nascose con successo il suo passato ed emigrò in Canada. Una volta che le autorità canadesi appresero del suo vero passato, un lungo processo di estradizione iniziò e culminò nella sua estradizione in Libano nel 2013.
Al momento dell'evento, l'aereo venne danneggiato. I due uomini confessarono di essere membri di un'organizzazione palestinese e di aver pianificato di distruggere l'aereo e uccidere tutti i passeggeri israeliani a bordo. I due erano arrivati con un precedente volo della Olympic Airways dal Cairo. 37 dei 41 passeggeri erano saliti a bordo del volo a Tel Aviv e 4 ad Atene.
L'incidente avvenne cinque mesi dopo il dirottamento del volo El Al 426.

## Conseguenze
Due giorni dopo l'attacco, Israele attaccò con un commando delle forze speciali trasportato da elicotteri l'aeroporto internazionale di Beirut (operazione Regalo), distruggendo 12-13 aerei passeggeri libanesi fermi sulle piazzole e senza nessuno a bordo, non provocando morti. L'attacco suscitò la forte condanna da parte degli Stati Uniti, che affermarono che nulla suggeriva che le autorità libanesi avessero qualcosa a che fare con l'attacco all'El Al e la dura reazione della Francia che decretò l'embargo sulla vendita di materiale militare ad Israele.